# Дивина овальнолиста
Дивина овальнолиста (Verbascum ovalifolium) — вид рослин родини ранникові (Scrophulariaceae), поширений на пд.-сх. Європи й у Туреччині. Етимологія: лат. ovalis — «овальний», i — сполучна голосна, folius — «листя».

## Опис
Дворічна трав'яниста рослина 30–70 см заввишки. Квітки сидячі, в густому колосоподібному, рідше малогіллястому суцвітті; приквітники округлі або яйцеподібно-ланцетні. Віночок 30–40 см в діаметрі, зовні запушені. Нитки всіх або тільки 3 задніх тичинок з помаранчевим або жовтуватим запушенням. Листки знизу сірувато-повстяні, прикореневі на черешках, довгасто-ланцетні, з клиноподібною основою, крупногородчаті, стеблові майже сидячі, з серцеподібною основою.

## Поширення
Європа: пд.-зх. Росія, Україна, Молдова, Румунія, Болгарія, Греція; Азія: Туреччина.
В Україні зростає в степах, на відкритих трав'янистих схилах, рідше на засмічених місцях. Зростає поодиноко — на півдні Степу і в Криму, рідко. Заноситься на північ і по залізницях (Дніпропетровська обл., Синельниківський р-н, с. Варварівка; Запорізька обл., Мелітопольський р-н, с. Воскресенка). Входить у перелік видів, які перебувають під загрозою зникнення на території Запорізької області.